# Bataille de Castricum
Deuxième Coalition
Batailles
Guerre de la Deuxième Coalition
- St George's Caye (navale) (09-1798)
- Nicopolis (10-1798)
- Corfou (11-1798)
- Copenhague (navale) (04-1801)
- Algésiras (navale) (06-1801)

Campagne de Hollande
- Callantsoog (08-1799)
- Vlieter (08-1799)
- Zyp (09-1799)
- Bergen (09-1799)
- Alkmaar (10-1799)
- Castricum (10-1799)

Campagne de Suisse
- Ostrach (03-1799)
- Feldkirch (03-1799)
- 1re Stockach (03-1799)
- Frauenfeld (05-1799) (en)
- Winterthour (05-1799)
- 1re Zurich (06-1799)
- Schwytz (08-1799)
- Amsteg (08-1799) (en)
- Saint-Gothard (09-1799)
- 2e Zurich (09-1799)
- Linth (09-1799) (en)
- Muten (10-1799) (ru)
- Engen (05-1800)
- 2e Stockach (05-1800)
- Moesskirch (05-1800)
- Biberach (05-1800)
- Erbach (05-1800)
- Höchstädt (06-1800)
- Ampfing (12-1800)
- Hohenlinden (12-1800)

Campagne d'Égypte
- Malte 1 (06-1798)
- Malte 2 (06-1798)
- Alexandrie (07-1798)
- Chebreiss (07-1798)
- Pyramides (07-1798)
- 1re Aboukir (08-1798)
- Salheyeh (08-1798)
- Malte 3 (09-1798)
- Sédiman (10-1798)
- Caire (10-1798)
- Samanouth (01-1799)
- El Arish (02-1799)
- Syène (02-1799)
- Jaffa (03-1799)
- Saint-Jean-d'Acre (03-1799)
- Mont-Thabor (04-1799)
- 2e Aboukir (07-1799)
- Damiette (11-1799)
- Héliopolis (03-1800)
- 3e Aboukir (03-1801)
- Mandora (03-1801)
- Canope (03-1801)
- Fort Jullien (04-1801)
- Le Caire (06-1801) (en)
- Alexandrie (08-1801)

2e Campagne d'Italie
- Vérone (03-1799)
- Magnano (04-1799)
- Cassano (04-1799)
- Mantoue (04-1799)
- Bassignana (05-1799)
- 1re Marengo (05-1799) (en)
- Modène (06-1799) (en)
- Trebbia (06-1799)
- 2e Marengo (06-1799) (en)
- Novi 1 (08-1799)
- Rome (09-1799)
- Mannheim (09-1799) (en)
- Novi 2 (10-1799) (en)
- Genola (11-1799)
- Gênes (04-1800)
- Sassello (04-1800) (en)
- Fort Bard (05-1800)
- Verceil (05-1800)
- Turbigo (05-1800)
- Montebello (06-1800)
- 3e Marengo (06-1800)
- Pozzolo (12-1800)

La bataille de Castricum eut lieu le 6 octobre 1799, au cours de l'invasion anglo-russe opposant les armées franco-bataves aux forces britanniques et russes de la Deuxième Coalition.

## Contexte
Une force anglo-russe de 32 000 hommes débarque dans le Nord de la Hollande le 27 août 1799, et capture la garnison hollandaise du Helder le 30 août. Après la bataille de Bergen le 19 septembre, où elle est vaincue, l'armée anglo-russe remporte la bataille d'Alkmaar. Elle se retrouve face aux armées françaises et hollandaises à Castricum le 6 octobre 1799.

## La bataille

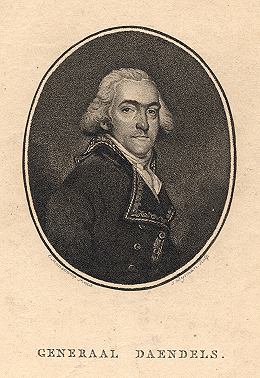
Herman Willem Daendels

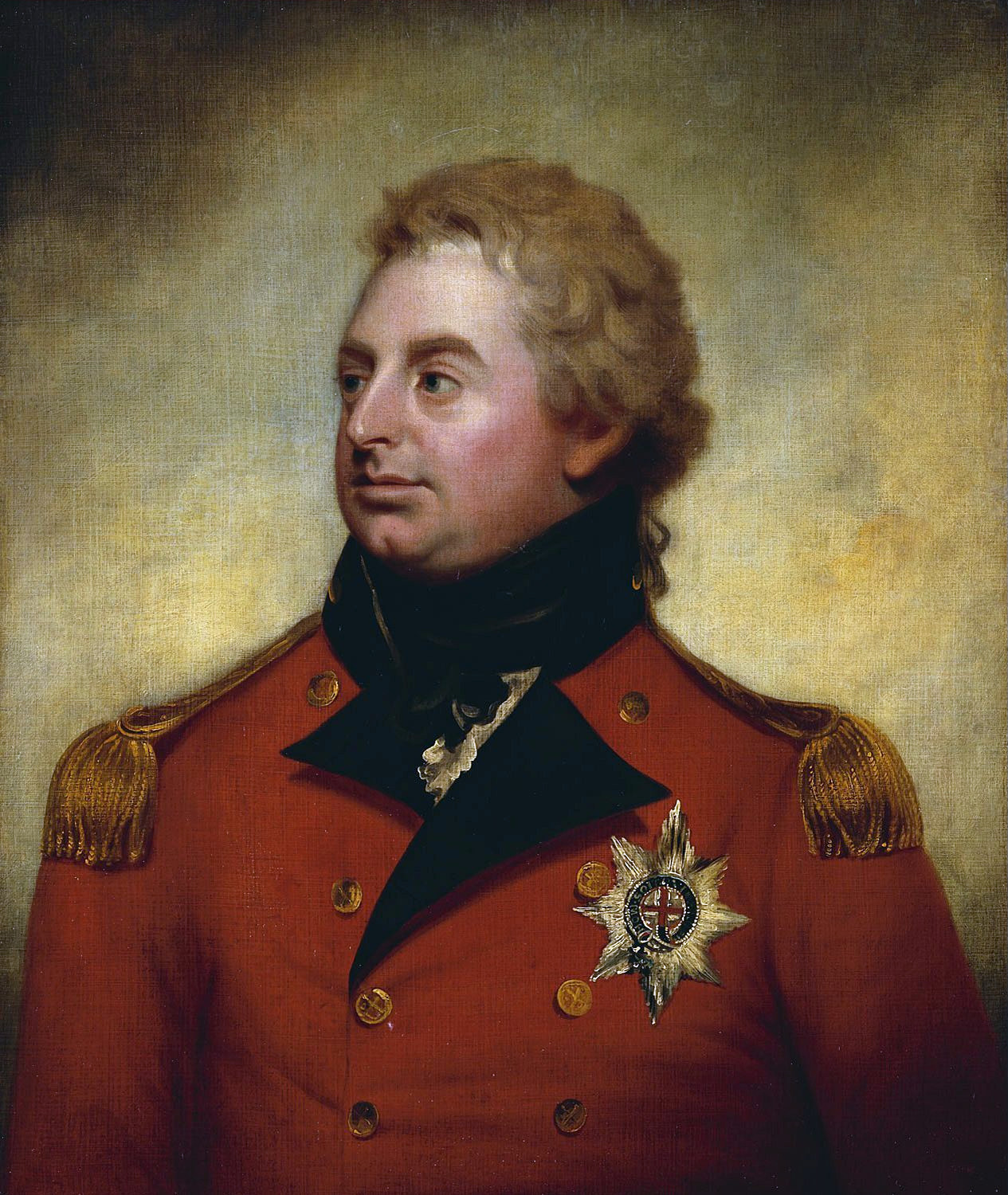
Frederick, duc d'York et Albany

La ville de Castricum passe des mains britanniques et russes à celles des Français et Hollandais plusieurs fois, mais les combats tournent à l'avantage de Brune et Daendels. Frederick, duc d'York et Albany, se rend compte que la position est intenable et ordonne la retraite.

## Conséquences
Les armées coalisées ont perdu 2 536 hommes et 11 canons, les armées républicaines seulement 1 382 hommes.
Avec ses victoires aux batailles de Bergen et Castricum, le général Brune oblige les Anglais et les Russes à signer, le 18 octobre, la convention d'Alkmaar et à quitter le territoire de la République batave. Le 19, Paul Ier de Russie rompt avec la Grande-Bretagne et l’Autriche et quitte la coalition le 22.
Le 19 novembre, toutes les troupes russes et britanniques ont rembarqué. L'année suivante, des lignes défensives sont construites pour protéger Amsterdam de futures invasions.
Brune, qui s'est montré généreux envers les vaincus, reçoit un certain nombre de chevaux de la part de Frederick, duc d'York et Albany, en signe de gratitude.